# Liste der Biografien/Schit
Liste der Biografien |
Portal Biografien |
Personensuche
# |
A |
B |
C |
D |
E |
F |
G |
H |
I |
J |
K |
L |
M |
N |
O |
P |
Q |
R |
S |
T |
U |
V |
W |
X |
Y |
Z |
?
 
Sa |
Sb |
Sc |
Sd |
Se |
Sf |
Sg |
Sh |
Si |
Sj |
Sk |
Sl |
Sm |
Sn |
So |
Sp |
Sq |
Sr |
Ss |
St |
Su |
Sv |
Sw |
Sy |
Sz
 
Sca–Sce |
Sch |
Sci–Scz
 
Scha |
Schc |
Schd |
Sche |
Schg |
Schi |
Schj |
Schk |
Schl |
Schm |
Schn |
Scho |
Schp |
Schr |
Schs |
Scht |
Schu |
Schv |
Schw |
Schy
 
Schia |
Schib |
Schic |
Schid |
Schie |
Schif |
Schig |
Schih |
Schij |
Schik |
Schil |
Schim |
Schin |
Schio |
Schip |
Schir |
Schis |
Schit |
Schiu |
Schiv |
Schiw |
Schiz
Die Liste der Biografien führt alle Personen auf, die in der deutschsprachigen Wikipedia einen Artikel haben. Dieses ist eine Teilliste mit 40 Einträgen von Personen, deren Namen mit den Buchstaben „Schit“ beginnt.

## Schit

### Schiti
- Schiti, Valerio, italienischer Comiczeichner
- Schitikow, Dmitri Sergejewitsch (* 1986), russischer Eishockeyspieler

### Schitk
- Schitkejew, Asqat (* 1981), kasachischer Judoka
- Schitkow, Pawel (* 1984), kasachischer Eishockeytorwart

### Schitl
- Schitli, Wilhelm (1912–1945), deutscher Schutzhaftlagerführer und KZ-Kommandant
- Schitlowsky, Chaim (1865–1943), jiddischer Schriftsteller, Jiddischist und sozialistischer TheoretikerChaim Schitlowsky (1865–1943)

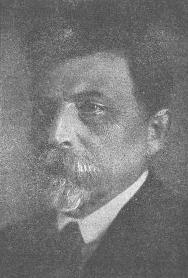
Chaim Schitlowsky (1865–1943)

### Schitn
- Schitnik, Alexei Nikolajewitsch (* 1972), russisch-ukrainischer Eishockeyspieler
- Schitnikow, Dmitri Walerjewitsch (* 1989), russischer Handballspieler

### Schito
- Schitomirski, Alexander Arnoldowitsch (1907–1993), sowjetischer Grafiker
- Schitomirski, Alexander Matwejewitsch (1881–1937), russischer Komponist und Hochschullehrer für Komposition
- Schitomirski, Daniel Wladimirowitsch (1906–1992), russischer Musikwissenschaftler und Musikkritiker
- Schitow, Anton Alexejewitsch (* 2000), russischer Fußballspieler
- Schitow, Witali Alexejewitsch (* 2003), russischer Fußballspieler
- Schitow, Wladislaw Alexejewitsch (* 2003), russischer Fußballspieler
- Schitowa, Olga Igorewna (* 1983), russische Volleyballspielerin
- Schitowalow, Waleri Wiktorowitsch (1940–2013), sowjetischer und ukrainischer Theater- und Filmschauspieler

### Schitr
- Schitrit, Bechor-Schalom (1895–1967), israelischer Politiker und Minister
- Schitrit, Meir (* 1948), israelischer Politiker (Likud, Kadima)
- Schitrit, Schim’on (* 1946), israelischer Politiker und Minister

### Schitt
- Schittek, Gudrun (* 1956), deutsche Politikerin (Bündnis 90/Die Grünen)
- Schittek, Konrad (* 1946), deutscher Künstler, Autor und Unternehmer
- Schittek, Norbert Rob (* 1946), deutscher Architekt, Bildhauer, Fotograf, Hochschullehrer und Installations-Künstler
- Schittenhelm, Alfred (1874–1954), deutscher Internist und Hochschullehrer
- Schittenhelm, Anton (1849–1923), österreichischer Opernsänger (Tenor)
- Schittenhelm, David (* 1987), deutscher Fußballspieler
- Schittenhelm, Dorothea (* 1954), österreichische Politikerin (ÖVP), Landtagsabgeordneter, Abgeordnete zum Nationalrat
- Schittenhelm, Elfgard (* 1947), deutsche Leichtathletin und Olympiateilnehmerin
- Schittenhelm, Hermann (1893–1979), deutscher Akkordeonist und Komponist
- Schittenhelm, Julius (1926–2012), deutscher Sänger, Liederschreiber, Produzent und Designer
- Schittenhelm, Raimund (* 1947), österreichischer Offizier und Kommandant der Landesverteidigungsakademie
- Schittenhelm, Rudolf (1897–1945), deutscher Politiker (NSDAP), MdR
- Schittges, Winfried (* 1946), deutscher Politiker (CDU), MdL
- Schitthelm, Jürgen (* 1939), deutscher Theaterleiter (Berliner Schaubühne am Lehniner Platz)
- Schitthof, Manfred (1946–2003), deutscher Basketballspieler
- Schittke, Norbert Rudolf (* 1942), Rentner und selbsternannter Reichskanzler der Exilregierung Deutsches Reich
- Schittly, Hans D. (* 1939), deutscher Verkaufstrainer und Autor
- Schittly, Louis (1938–2025), französischer Arzt aus dem elsässischen Sundgau
- Schittnig, Hans (1894–1956), deutscher Generalleutnant
- Schittny, Burkhard (* 1966), deutscher Fotograf und Künstler
- Schittny, Hans Richard (1924–2009), deutscher Apotheker und Schriftsteller